# Політик (телесеріал)
«Політик» (англ. The Politician) — американський комедійний серіал, створений Раяном Мерфі, Бредом Фелчаком і Єном Бреннаном для стрімінгового сервісу Netflix. Його прем'єра відбулася 27 вересня 2019 року. Головні ролі в серіалі виконали Бен Платт, Гвінет Пелтроу, Джессіка Ленг, Зої Дойч, Люсі Бойнтон, Боб Балабан, Девід Коренсвет, Джулія Шлепфер, Лора Дрейфус, Тео Джермейн, Рейн Джонс і Бенджамін Барретт.
Прем'єра другого сезону відбулася 19 червня 2020 року.

## Акторський склад
- Бен Платт — Пейтон Гобарт, амбітний студент, який балотується на пост президента студентської ради в школі Сейнт-Себастьян.
- Зої Дойч — Інфініті Джексон, претендентка на пост віцепрезидента.
- Люсі Бойнтон — Астрід Слоун, ворог Пейтона і подруга Рівера.
- Боб Балабан — Кітон Гобарт, прийомний батько Пейтона.
- Девід Коренсвет — Рівер Барклі, опонент Пейтона під час виборів президента студентської ради і його колишній хлопець.
- Джулія Шлепфер — Еліс Чарльз, подруга Пейтона.
- Лора Дрейфус — Макафі Вестбрук, менеджер і консультант кампанії Пейтона.
- Тео Джермейн — Джеймс Саллівен, менеджер і консультант кампанії Пейтона.
- Рейн Джонс — Скай Лейтон, напарник Рівера.
- Бенджамін Баррет — Рікардо, недоумкуватий хлопець Інфініті.
- Джессіка Ленг — Дасті Джексон, бабуся Інфініті і її доглядальниця.
- Гвінет Пелтроу — Джорджина Гобарт, прийомна мати Пейтона.

## Список епізодів
| Сезон | Епізоди | Прем’єрний показ |
| ----- | ------- | ---------------- |
| 1     | 8       | 27 вересня 2019  |
| 2     | 7       | 19 червня 2020   |